# Harrar Beer Botling FC
El Harrar Beer Botling Football Club és un club etíop de futbol de la ciutat d'Harar.

## Palmarès
- Copa etíop de futbol: [3]
  - 2007